# Termaat & Monahan Company
Termaat & Monahan Company war ein US-amerikanischer Hersteller von Motoren und Automobilen.

## Unternehmensgeschichte
John D. Termaat und Louis J. Monahan gründeten 1902 das Unternehmen. Der Sitz war in Oshkosh in Wisconsin. Sie stellten Ottomotoren her. Alton Ripley war ein Mechaniker. Er war der Konstrukteur der Automobile, die 1906 produziert wurden. Der Markenname lautete TM.
1909 kam es zu einer Verbindung mit dem wohlhabenden H. Homer Fahrney. Zusammen mit ihm wurde die Badger Manufacturing Company gegründet, die ebenfalls einige Automobile herstellte. Diese wurden als TMF vermarktet.
Arthur C. Ziebell war bei der Termaat & Monahan Company beschäftigt. Er entwarf 1914 ein kleines Fahrzeug namens Ziebell, das er in der Werkstatt seines Arbeitgebers fertigstellte. Es gab Pläne für ein separates Unternehmen, eine Serienproduktion und die Vermarktung, die jedoch scheiterten.
Nach 1914 verliert sich die Spur des Unternehmens.

## Fahrzeuge
Der TM wird als typischer Highwheeler und Motorbuggy seiner Zeit beschrieben. Er hatte einen luftgekühlten Motor. Ungewöhnlich für ein Fahrzeug dieser Art war das Lenkrad auf der linken Seite.
Der Ziebell wurde als Cyclecar bezeichnet. Unklar ist, ob er die Kriterien erfüllte. Er hatte einen Vierzylindermotor, ein Zweigang-Planetengetriebe und Kardanantrieb. Das Fahrgestell hatte 249 cm Radstand und 97 cm Spurweite. Der Aufbau war ein offener Roadster.